# Otto Groß (Geistlicher)
Otto Groß (* 18. Februar 1917 in Perleberg; † 15. August 1974 in Berlin) war ein deutscher katholischer Priester und Kirchenfunktionär in der Deutschen Demokratischen Republik (DDR). Von seinen Bischöfen wurde er zu Verhandlungen mit staatlichen Stellen beauftragt, so auch für Gespräche mit dem Ministerium für Staatssicherheit (MfS), das ihn als „Inoffiziellen Mitarbeiter“ führte.

## Leben
Groß, Sohn eines Maurers, besuchte von 1923 bis 1931 die Volksschule in Perleberg und danach bis 1937 ein katholisches Gymnasium in Berlin-Charlottenburg. 1937 war er zeitweise zum Reichsarbeitsdienst dienstverpflichtet. Im selben Jahr begann er ein Studium der Theologie in Fulda, das er 1942 abschloss. 1943 wurde er zum Priester geweiht und war bis 1948 Kaplan in Berlin-Lichtenberg.
Von 1948 bis 1953 war Groß Kurat in Berlin-Adlershof und wechselte dann nach Berlin-Friedrichshain, wo er bis 1967 als Pfarrer tätig war. Von 1953 bis 1958 war Groß zusätzlich Redakteur, dann bis 1974 Chefredakteur, der katholischen Berliner Kirchenzeitung St. Hedwigsblatt. 1962 wurde er Ordinariatsrat im Bischöflichen Ordinariat Berlin. 1966 wurde Groß Prälat. In dieser Funktion hat Groß bis zu seinem Tod vorrangig wegen der Kirchenbauprogramme in der DDR die Verbindung zu den MfS-kontrollierten DDR-Außenhandelsunternehmen Limex und Intrac wahrgenommen.
Von 1967 bis 1974 war Groß Beauftragter der Vorsitzenden der Berliner Ordinariatskonferenz bei den Verhandlungen mit dem Staatssekretariat für Kirchenfragen der DDR. Nach der friedlichen Revolution in der DDR 1989 wurde bekannt, dass Groß von 1967 bis 1974 vom Ministerium für Staatssicherheit (MfS) unter dem Decknamen Otto als Inoffizieller Mitarbeiter geführt wurde.